# Thomas Dumerchez
Thomas Dumerchez (...) è un attore francese.

## Biografia
Thomas Dumerchez ha iniziato la propria carriera cinematografica nel 2004 quando, camminando per strada ha incontrato il regista Gaël Morel, che lo ha scelto per interpretare, al fianco di Stéphane Rideaue Nicolas Cazalé, uno dei tre fratelli di origine algerini, orfani di madre, protagonisti del lungometraggio Le Clan. Nel film rappresenta il più piccolo dei fratelli, Olivier un giovane ragazzo omosessuale, timido e introverso ed innamorato di Hicham (Salim Kechiouche), con cui condivide una storia segreta.
Nel 2007 è stato di nuovo diretto da Gaël Morel in Après lui, film che ha visto la partecipazione di Catherine Deneuve, Élodie Bouchez e Guy Marchand ed è stato selezionato nella sezione Quinzaine des réalisateurs al sessantesima edizione del festival di Cannes.

## Filmografia
- 2004: Le Clan di Gaël Morel: Olivier
- 2006: Paris, je t'aime di Gurinder Chadha: Manu
- 2007: Après lui di Gaël Morel: Franck
- 2008: New Wave (TV) di Gaël Morel: Jérémy